# 예수이 카툰
예수이 카툰(한국 한자: 也遂 可敦 야수 가돈: ?-?)은 칭기즈 칸의 카툰 중 하나다. 보르테 우진 카툰, 쿨란 카툰에 이어 카툰들 중 서열 3위였다.
타타르부 출신으로, 테무친이 1202년 타타르를 멸하자 동생 예수겐과 함께 약탈혼의 전통에 따라 테무친의 첩이 되었다. 테무친이 칭기즈 칸으로 즉위한 뒤 제3카툰으로서 제5카툰인 여동생 예수겐과 함께 제3오르도를 관할했으며, 툴강 유역을 봉읍으로 받았다.
예수이에 관해 알려진 내용은 『원조비사』에 서술된 몇 가지 에피소드 뿐이다. 『신원사』 「태조야수황후전」도 『원조비사』를 그대로 베낀 것에 불과하다.
『원조비사』 제155절에 따르면 예수이 예수겐 자매는 타타르부의 예케 체렌(1142년~1202년)의 딸이었다. 1202년 테무친이 타타르부를 멸했을 때 예수겐을 약탈혼하여 취하였다. 예수겐은 테무친에게 자신의 언니 예수이가 자기보다 더 아름다우니 안주인의 자리에 걸맞는다고 권하면서, 예수이는 최근 결혼해서 어딘가 숨어 있다고 고했다. 지아비에게 다른 여자를, 그것도 자매를 취하라고 권하는 기특한 발언에 테무친이 “정말 너보다 아름답다면 너의 자리를 언니에게 주겠느냐”고 물었고 예수겐은 그렇다고 했다. 흥이 오른 테무친이 예수이 부부를 찾아냈다. 테무친은 예수이의 남편을 쫓아내고 예수이를 취하였다. 예수이가 끌려오자 예수겐은 안주인 자리에 언니를 앉히고 자신은 말석에 앉았다. 테무친은 이를 기특히 여겨 두 자매를 모두 총애했다.
『원조비사』 제156절에서 칭기즈 칸이 예수이 예수겐 자매를 양 옆에 끼고 연회를 수행하고 있는데, 예수이가 한숨을 쉬었다. 의심스럽게 생각한 칭기즈 칸이 연회 참여자들을 부족별로 정렬시켜 보니 어느 부족에도 속하지 못하는 젊은이가 한 명 나왔다. 추궁해 보니 예수이의 전남편이었다. 칭기즈 칸은 젊은이를 그 자리에서 죽였다.
『원조비사』 제254절에서 화레즘 정복 때 칭기즈 칸의 유고를 대비해 미리 후계자를 지명하라고 카툰들을 대표해 건의했다.
『원조비사』 제265절에서 서하 정복 때 예수이 카툰이 칭기즈 칸을 따라갔다. 칭기즈 칸이 원정 도중 병에 걸리자 예수이 카툰이 뒷수습을 맡았다.
언제 태어나고 죽었는지는 확실하지 않은데 동생 예수겐보다는 오래 살았다고 한다. 아들은 낳지 못했다.